# Silisoptinus inermicollis
Silisoptinus inermicollis is een keversoort uit de familie klopkevers (Ptinidae). De wetenschappelijke naam van de soort werd in 2006 gepubliceerd door Xavier Bellés.